# Michelangelo Garove
Michelangelo Garove (Chieri, 29 settembre 1648 – Torino, 21 settembre 1713) è stato un architetto, ingegnere e urbanista italiano.
Figlio di un capomastro di Bissone, ovvero originario della zona del Lago di Lugano, è uno dei numerosissimi artisti, architetti e artigiani luganesi (o ticinesi) attivo nel ducato dei Savoia a partire dal XVI secolo. Operò sotto i Savoia come urbanista e architetto ducale. Con Melchiorre Galleani realizzò l'altare maggiore della chiesa di San Filippo a Torino. Tra il 1683 e il 1699 progettò alcune fra le più belle residenze nobiliari torinesi: il palazzo Morozzo della Rocca (ante 1699), il Palazzo Tapparelli d'Azeglio (1683) e il palazzo Asinari di San Marzano (1684). L'anno della sua morte consegnò i progetti del nuovo Palazzo dell'Università di Torino, voluto, e a lui commissionato, da Vittorio Amedeo II, allora ancora re di Sicilia, oltre che duca di Savoia.

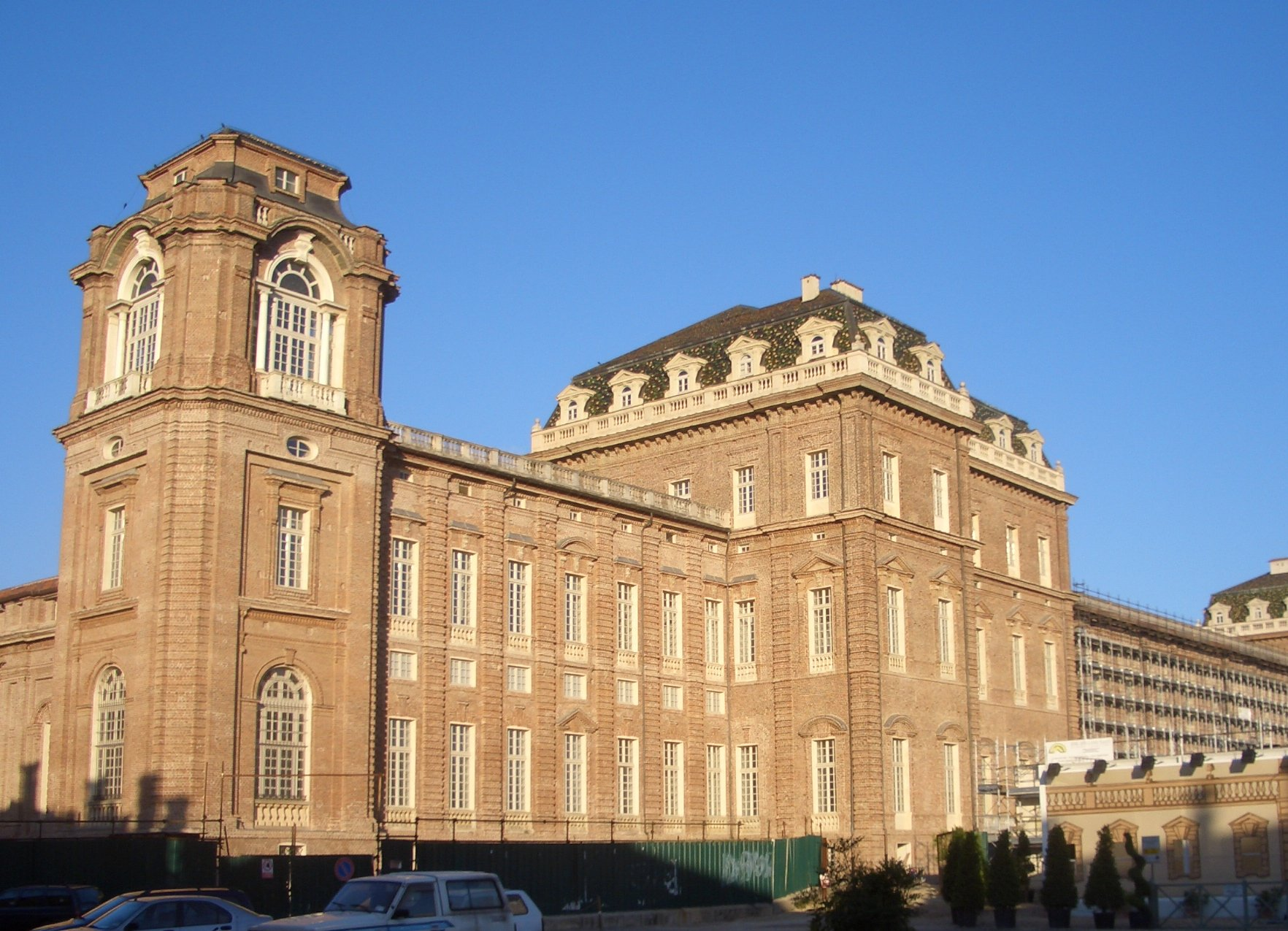
Reggia di Venaria Reale - Belvedere e Padiglione Garove

## Opere
Tra le sue opere:
- il palazzo Asinari di San Marzano a Torino
- il Palazzo Tapparelli d'Azeglio a Torino realizzato tra il 1679 e il 1683 e dove nacque il politico e scrittore Massimo d'Azeglio
- la chiesa parrocchiale di San Martino a La Morra realizzata fra il 1684 e il 1695
- il santuario della Madonna di San Giovanni a Sommariva del Bosco nel 1685
- l'altare maggiore nella chiesa parrocchiale di San Remigio a Carignano nel biennio 1687-88,(distrutto)
- la ristrutturazione della reggia di Venaria Reale, commissionata da Vittorio Amedeo II nel 1699;
- la ristrutturazione del Castello della Mandria (1709) per il re Vittorio Amedeo II;
- il progetto del palazzo dell'Università di Torino nel biennio 1712-1713[2]
- la ristrutturazione del castello di Rivoli (1703 - 1713)
- la strada reale tra il castello di Rivoli e la basilica di Superga (1711)
- piazza Savoia in Torino (1711).

I seguenti suoi tre disegni sono pubblicati da Viganò:
- Garoue, Torino, 1678, (Biblioteca Ambrosiana Milano, cod. T 189 sup, f. CXVI);
- Progetto di ampliamento di Torino a Porta Susina, 1711 (Archivio di Stato Torino, Sezione ?, Corte, Provincia di Torino, mazzo I d'addizione, n. 32);
- Progetto per la nuova porte Susina di Torino, 1711 (Ibidem, n. 34).

## Curiosità

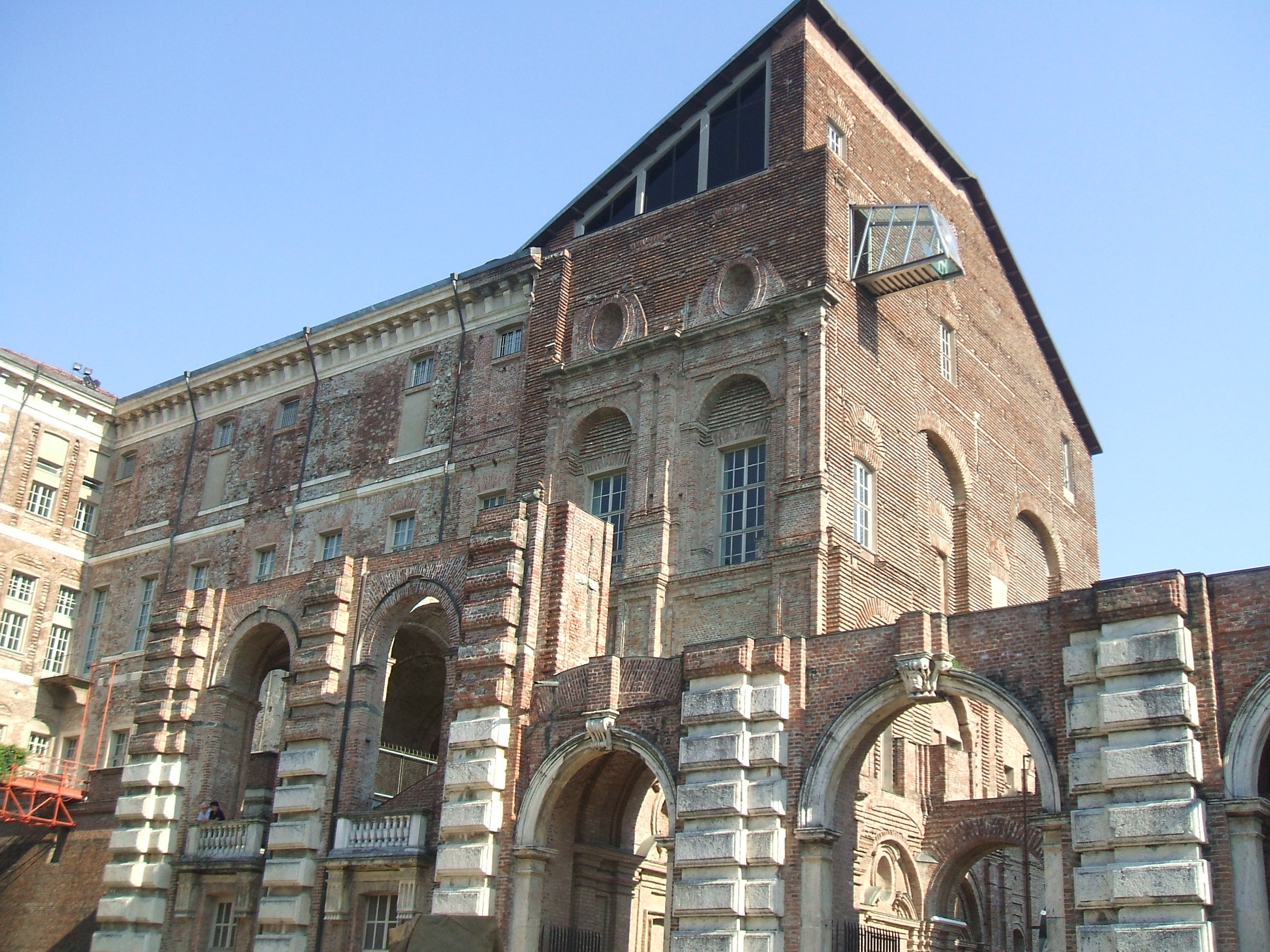
Castello di Rivoli

La città di Torino gli ha intitolato una via nella nuova zona residenziale del Parco Dora.